# Reprise Records
Reprise Records — звукозаписывающий лейбл, основанный в 1960 году Фрэнком Синатрой и Дином Мартином, которые  пытались таким образом расширить рамки творческой свободы для себя и своего друга — Сэмми Дэвиса-младшего.
Сразу же после создания компании Синатра ушёл из Capitol Records/EMI и именно на новом лейбле выпустил альбом Ring-A-Ding-Ding. Вскоре сюда же перешли Мартин, Дэвис, сценический юморист Дедд Фокс, Бинг Кросби, Розмари Клуни, Эскивель и другие исполнители, с которыми у Синатры были дружеские отношения. Синатра записывался в студии до 1988 года и имел огромный успех с переизданиями своих основных хитов. Основополагающим принципом здесь всегда оставалось обеспечение артистам полной творческой свободы и — на каком-то этапе — всех прав на свои произведения.
В начале 1963 года Reprise перешёл во владение Warner Bros. Records, после чего многие исполнители потеряли свои контракты. Новые хозяева начали поиск новых звёзд, начав с приглашения в 1964 году The Kinks, за которыми последовали Джими Хендрикс, Капитан Бифхарт, Джони Митчелл и другие. В конце 1970-х годов Синатра выразил желание остаться единственным записывающимся на лейбле артистом, но Нил Янг уходить отказался и остаётся здесь по сей день (хотя, записывался и на Geffen). Сегодня, помимо него, контракты с Reprise имеют Oasis, Avenged Sevenfold, The Used, Mastodon, Эрик Клэптон, Green Day, Fleetwood Mac, My Chemical Romance, Disturbed, Art of Dying, Серж Танкян и многие другие.

## Лейблы
- 143 Records (1999-н.в.)
- Bizarre Records (1968—1972)
- Big Brother Records (2008-н.в.)
- BME Recordings (2004-н.в.)
- Brother Records (1970—1977)
- Chrysalis Records (1969—1972)
- Cold Chillin' Records (1988—1993; выборочные релизы)
- DiscReet Records (1973—1979)
- Elementree Records (1995—2000)
- Giant Records (1990—2000; выборочные релизы)
- Grand Jury Records (1990—1993)
- In Bloom Records (1998—2000)
- Kinetic Records (1992—2000)
- Straight Records (1968—1972)
- Sire Records (1977—2000: выборочные релизы)
- Vapor Records (1995-н.в., нынешний статус неизвестен)